# Eberholzen

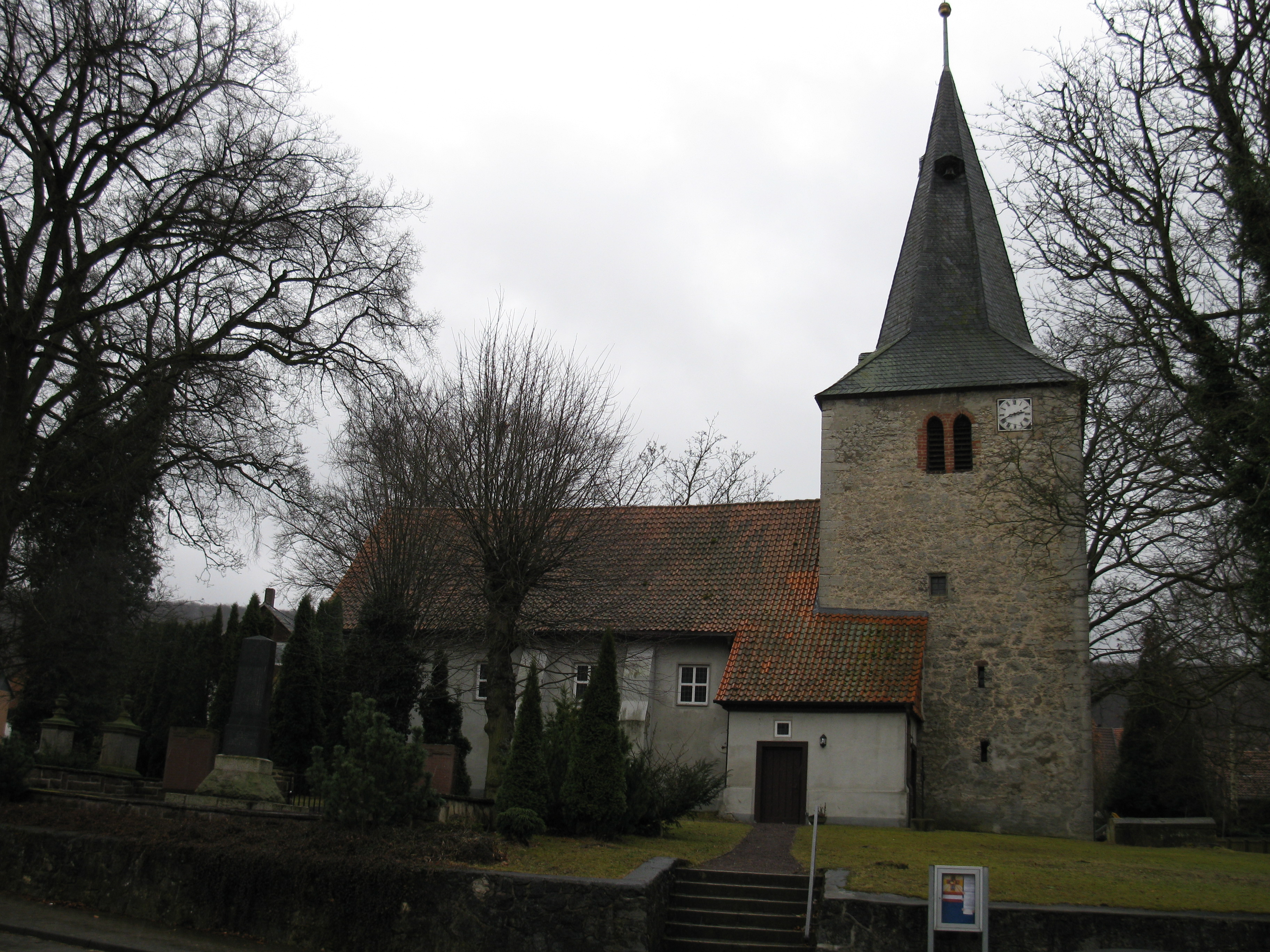
Biserica

Eberholzen este o comună din landul Saxonia Inferioară, Germania.